# Marie Cornelie van Wassenaer
Marie Cornélie van Wassenaer, född 21 september 1799 i Amsterdam, död 31 mars 1850 i Haag, var en nederländsk hovfunktionär och dagboksskribent. Hon var hovdam åt Nederländernas kronprinsessa Anna Pavlovna 1825–1831. Hennes efterlämnade dagböcker har publicerats.

## Biografi
Marie Cornélie van Wassenaer var dotter till adelsmannen Jacob Unico Wilhelm van Wassenaer (1769–1812) och Adriana Margaretha Helena Alewijn (1776–1802). Hennes far gifte om sig år 1808 med Sophia Wilhelmina Petronella van Heeckeren Kell (1772–1847), som hade kontakter vid hovet. Marie Cornélie fick en hög bildning i moderna språk, klassisk grekisk och matematik, i teckning och broderi samt musiklektioner av Gertrude van den Bergh. Hon förklarades myndig vid sjutton års ålder och fick tillgång till en förmögenhet genom arv. År 1824 reste hon med sin styvmor till Sankt Petersburg där hon lärde känna Anna Pavlovna, och hon utnämndes året därpå formellt till dennas hovfröken. Som sådan tillbringade hon vintrarna vid det nederländska hovet i Haag och somrarna på sin egen herrgård Twickel. 
Marie Cornélie van Wassenaer började föra dagbok under sin Rysslandsresa 1824 och inkluderade många detaljer ur vardagslivet som ger en realistisk bild av samtiden. 
År 1831 gifte hon sig med sin kusin adelsmannen Jacob Derk Carel Baron Heeckeren (1809–1875) och avslutade sin tjänst vid hovet. Hon tillbringade då vintrarna i Haag, ibland i Paris, och somrarna på Twickel, som hennes make byggde om med hennes pengar. Hon avled barnlös.